# Psalisodes atrifasciata
Psalisodes atrifasciata är en fjärilsart som beskrevs av George Francis Hampson 1910. Psalisodes atrifasciata ingår i släktet Psalisodes och familjen tandspinnare. Inga underarter finns listade i Catalogue of Life.